# Língua gayo

Mapa da língua gayo no norte de Sumatra

Gayo é uma língua austronésica falada por cerca de 100.000 pessoas (2000) na região montanhosa de Achém em torno das regências de Achém Central, Bener Meriá e Gayo Lues. É classificadao como pertencente ao ramo ocidental das línguas austronésias, mas não está intimamente relacionado com outras línguas. Ethnologue lista  Deret ,  Lues ,  Lut  e  Serbejadi-Lukup  como dialetos.
Gayo é diferente de outras línguas em Aceh. A arte e a cultura do povo Gayo também são significativamente diferentes em comparação com outros grupos étnicos em Aceh.
Em 1907, G.A.J. Hazeu escreveu um primeiro dicionário gayo-holandês para as autoridades coloniais das Índias Orientais Holandesas.

## Escrita
A língua Gayo usa uma forma do alfabeto latino sem as letras F, Q, V, X, Z. Usam-se  as formas Ng, Ny.